# Снагов (монастырь)
Снагов — православный монастырь недалеко от одноименного села, жудец Илфов, Румыния. Монастырь использовался как боярская тюрьма.
Он расположен на небольшом острове в озере Снагов. Первые письменные сведения о монастыре относятся к 1408 году, во время правления князя Мирча I Старый. Согласно сообщениям, правитель влахов Влад Цепеш построил вокруг монастырского поселения оборонительную стену, мост, тюрьму и подводный туннель. В монастыре сохранились фрески, изображающие Нягое Басараба с сыном Феодосием и Мирча V Чобанула с семьей.
По одной из легенд и версий о захоронении обезглавленного тела Влада Цепеша, это произошло в этом монастыре. Согласно легенде, монахи обнаружили тело после битвы в конце декабря 1476 года и спрятали его, чтобы похоронить по-христиански. Похороны были тайными, чтобы тело не было осквернено новым правителем Валахии, которого османы посадили на престол. Истину невозможно установить с точностью.
Монастырская церковь каменная в византийском стиле построена правителем Неагое Басарабом в 1517-1521 г. Церковь имеет четыре многоугольные башни, а её интерьер расписан в 1563 г. живописцем Добромиром по заказу семьи Петра II Молодого.
Во второй половине XVII века, при Константине Брынковяну, в монастыре была устроена типография для церковнославянской и греческой печати. В то время здесь были напечатаны первые латинские книги в Валахии.